# Etna (piosenkarka)
Etna, właśc. Joanna Kaczanowska z domu Kurnicka (ur. 24 listopada 1975 w Białymstoku) – polska piosenkarka muzyki disco polo i dance.

## Życiorys
Absolwentka Państwowego Ogniska Baletowego. Uczęszczała do Liceum Muzycznego w klasie perkusji i śpiewu, którego uczyła się pod okiem Violetty Bieleckiej.
We wrześniu 2002 nakładem wytwórni Green Star wydała swój debiutancki album pt. Lawa, który promowała przebojem „Drań”. W lipcu 2003 otrzymała nagrodę publiczności na 8. Ogólnopolskim Festiwalu Muzyki Tanecznej w Ostródzie. Po zakończeniu emisji programu Disco Polo Live w telewizji Polsat zawiesiła karierę medialną. W lipcu 2007 otrzymała nagrodę za debiut roku na 7. Ogólnopolskim Festiwalu Muzyki Tanecznej w Ostródzie. 16 czerwca 2008 nakładem firmy fonograficznej Folk wydała album pt. Strzelec, na którym umieściła m.in. single: „Niewolnica” i „Dziadek”. Do drugiego z utworów nagrała teledysk, w którym tytułową rolę zagrał Bohdan Łazuka; był to wówczas najdroższy teledysk w muzyce disco polo. W marcu 2011 wydała album pt. Anioł zawierający m.in. piosenki „Gorzka kawa” i „Studenteczka”. W 2017 wydała album pt. Rolnikowa, a za wysoką sprzedaż pochodzącego z płyty singla „Rolnik” uzyskała certyfikat platynowej płyty.
Od marca 2009 do września 2012 współprowadziła (z Wojciechem Grodzkim) program muzyczny Vipo w TVS. W sierpniu 2012 zaczęła prowadzić program Discopolot – Premiery w Polo TV, a z końcem września 2019 została współprowadzącą (z Maciejem Czachowskim) programu Piosenka na życzenie w Polo TV.

## Dyskografia

### Albumy
| Tytuł     | Rok  |
| --------- | ---- |
| Lawa      | 2002 |
| Strzelec  | 2008 |
| Anioł     | 2011 |
| Rolnikowa | 2017 |

### Single
| Tytuł                    | Rok  | Certyfikat           |
| ------------------------ | ---- | -------------------- |
| „Drań”                   | 2002 |                      |
| „Niewolnica”             | 2008 |                      |
| „Ocean wspomnień”        | 2009 |                      |
| „Dziadek”                | 2009 |                      |
| „Gorzka kawa”            | 2011 |                      |
| „Studenteczka”           | 2011 |                      |
| „Polski Bad Boy”         | 2012 |                      |
| „Tańczyć z tobą chcę”    | 2013 |                      |
| „Misiak”                 | 2014 |                      |
| „Maminsynek”             | 2014 |                      |
| „Rolnik”                 | 2015 | POL: platynowa płyta |
| „Tylko z tobą”           | 2015 |                      |
| „Czekolada”              | 2016 |                      |
| „Kokoszka”               | 2016 |                      |
| „Milioner”               | 2016 |                      |
| „Piękna Lady”            | 2017 |                      |
| „U la la”                | 2018 |                      |
| „Spoko Loko”             | 2018 |                      |
| „Królewna”               | 2019 |                      |
| „Przytulajka”            | 2019 |                      |
| „Lato”                   | 2020 |                      |
| „O Boże, jaki mężczyzna” | 2022 |                      |